# Uladsimir Zjamtschyk
Uladsimir Zjamtschyk (belarussisch Уладзімір Цямчык, engl. Transkription Uladzimir Tsiamchyk; * 14. Dezember 1973) ist ein belarussischer Marathonläufer.
2002 siegte er beim Breslau-Marathon und wurde Vierter beim Eindhoven-Marathon in seiner persönlichen Bestzeit von 2:11:38 h. 2003 gewann er den Grandma’s Marathon und wurde Zweiter beim Posen-Marathon.
2005 wurde er Dritter beim Tokyo International Men’s Marathon, 2006 Zweiter beim Friedensmarathon Košice.